# Pery Paternoster
João Pery Paternoster (Caxias do Sul, 21 de dezembro de 1907 — Caxias do Sul, 27 de setembro de 1988) foi um contabilista, político e administrador brasileiro.
Filho de João Paternoster e Marietina Sartori, sobrinha de Salvador Sartori, formou-se contabilista e trabalhou por muitos anos como tal no Lanifício São Pedro, a maior empresa do distrito de Galópolis, sendo seu gerente entre 1966 e 1974. Considerado um benemérito de Galópolis, que representaria na Câmara de Vereadores, segundo Vania Herédia ele era "reconhecido por todos como um eficiente administrador, homem de justiça e de seriedade. Trabalhava na fábrica desde 1934, e havia dedicado praticamente toda a sua vida a ela e a Galópolis". "Personalidade de atuação entusiasta", foi também membro da Diretoria do Círculo Operário Ismael Chaves Barcellos, participando da criação de cursos noturnos para os operários, e foi idealizador, um dos organizadores e mais tarde secretário e presidente da Cooperativa de Consumo São Pedro, criada em função do lanifício com o intuito de melhorar as condições de vida dos operários. Não tinha objetivos de lucro e "garantia aos operários alimentação básica a preço de custo, com a possibilidade de pagamento a crédito. [...] A preocupação com a vila, por parte de quem a gerenciava, manifestava-se em todas as esferas: da questão educativa, religiosa, sanitária, social, à recreativa, justificada sempre com o fim de suprir as necessidades básicas da comunidade operária, como se pode observar no tipo de atividades desenvolvidas pela fábrica". A Cooperativa também expandiu e reformou a primitiva Vila Operária de Galópolis, criada inicialmente por Hércules Galló quando gerenciava o lanifício, resultando num conjunto reconhecido como um marco arquitetônico importante.
Seguindo o exemplo do pai, envolveu-se também com a política, sendo eleito vereador em 1947, quando a Câmara foi reinstalada depois de dez anos de inatividade sob a Era Vargas. Foi diplomado em 29 de novembro, e na mesma sessão eleito 1º secretário da Mesa Diretora, mas irregularidades encontradas na apuração dos votos da 55ª seção do município obrigaram à realização de uma votação suplementar, que alterou o resultado do pleito. Seu diploma foi então cassado e passou à suplência. Voltou à titularidade poucos meses depois, em 12 de abril de 1948, com a morte de Adelmar Faccioli. Permaneceu na função de 1º secretário até 1949. Eleito outra vez em 1952, foi três vezes presidente da Câmara (1953 como titular e 1952 e 1954 como interino), e 2° vice-presidente em 1955. Presidiu a Comissão de Orçamento e Contas e a Comissão de Petições e Reclamações, e participou de debates legislativos importantes, como a reforma da Lei Orgânica, do Código de Posturas, do Plano Diretor e do Regimento Interno, e a criação do Distrito de Fazenda Souza. Entre outras matérias de relevo que passaram pelo Plenário durante seus mandatos podem ser citadas a criação da Biblioteca Pública, da Escola Municipal de Belas Artes e do Museu Municipal, a doação de terreno à Associação Comercial para a construção do Palácio do Comércio, a fixação dos perímetros urbano e suburbano da cidade, a regulação do Imposto Predial, do serviço de abastecimento de água e da concessão de licenças para a instalação de postos de gasolina e óleos, a assinatura de convênio com a Companhia Estadual de Energia Elétrica para suprimento de energia destinada à iluminação pública, e a regulação da substituição do prefeito nos casos de impedimento ou vaga.
Uma consulta popular realizada em 1951 o incluiu entre os quatro nomes mais cotados para a Prefeitura, sendo considerado "merecedor de aplauso e confiança pelo muito que já fez pelo progresso desta terra. [...] Modesto, inteligente, trabalhador, de uma honestidade à toda prova. [...] Moço simples, não contaminado pela politicalha, um dos poucos que ainda fazem política por idealismo, sem outra intenção que não seja a de servir, desinteressadamente, a terra de seu nascimento". Também foi elogiado na imprensa como "valor de primeira grandeza", e "sobretudo pela operosidade incansável pela causa social", fazendo com que "ocupasse um lugar de absoluto relevo na admiração e na estima de seus conterrâneos". O historiador e antigo vereador Mário Gardelin lembrou-o em 1975 como um "esplêndido companheiro" na Câmara, que mantinha por Galópolis "um grande carinho e um interesse manifesto", e voltaria a se referir a Paternoster em 1993 no seu livro sobre a história da Câmara como "parlamentar de reconhecida magnificência", que sobressaiu "brilhantemente" em suas funções.
Desenvolveu atividades em vários outros campos da vida comunitária. Foi um dos fundadores e membro da primeira Diretoria do Caxias Tênis Clube, membro do Conselho Fiscal do Esporte Clube Juventude, secretário no Recreio da Juventude por quatro anos, diretor do Cinema Juvenil, participou da organização dos estatutos e da Diretoria da IV Festa da Uva foi delegado da Liga de Defesa Nacional, conselheiro da Associação dos Empregados no Comércio, e um dos fundadores e membro da Diretoria do Centro Numismático e Filatélico. Em 1953 representou o pai, já falecido, na inauguração da Escola João Paternoster. Em 1962 assumiu um posto no Conselho Consultivo do Centro da Indústria Fabril, que congregava as maiores indústrias da cidade, e foi o nome inicialmente cogitado pela Frente Democrática para a candidatura à Prefeitura, mas a escolha recaiu finalmente sobre Hermes Webber. Em 1966 voltou a ser pré-candidato, então pela ARENA, mas também não foi escolhido. Em 1975 fez parte de uma comissão de notáveis encarregada de erguer um monumento em memória da presença tirolesa na imigração italiana.
Após sua morte seu legado de honradez e dedicação à causa pública foi lembrado em outras sessões do Legislativo, e foi homenageado pela Câmara em 1992, em Sessão Ordinária, e novamente em 2002, em Sessão Solene, comemorativa dos 110 anos de instalação do Poder Legislativo em Caxias do Sul, junto com outros ex-presidentes da Casa. Foi casado com Zuleica Santos, deixando os filhos Dóris, professora de arte, e Clóvis, advogado.